# Gliffy
Gliffy — платна онлайн-програма для створення всіляких схем, діаграм (напр. BPMN, UML, UI Design, Venn diagrams, SWOT), графіків, планів приміщень і т. д. Запустити програму можна без установки, лише зайшовши на сайт.
Високий рівень функціоналу досягається завдяки використанню технології Flash.

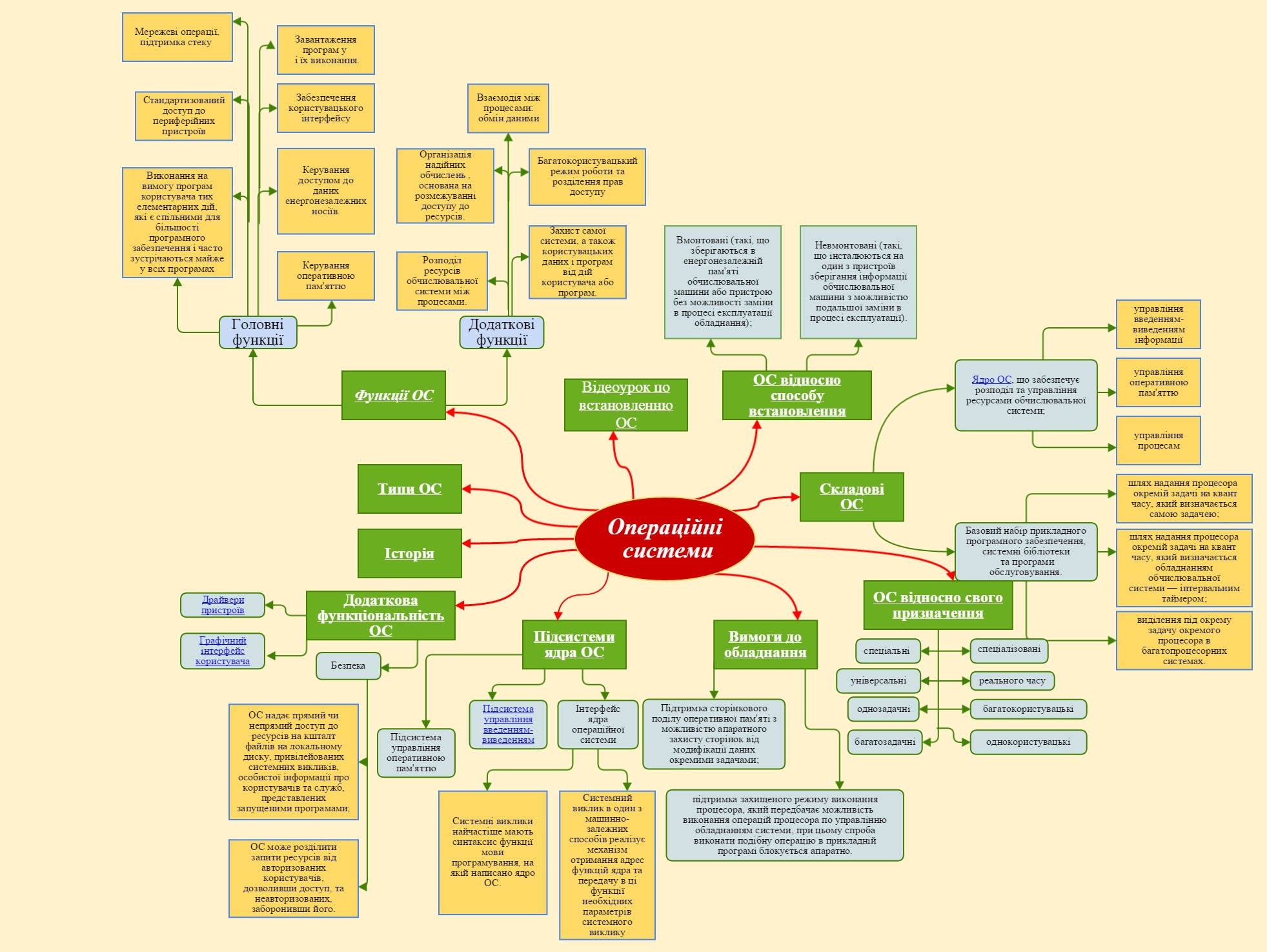

## Особливі переваги (мережеві можливості)
1. Ви можете завести акаунт, всередині якого можна зберігати свої діаграми, які будуть зберігатися на сервері Gliffy [Архівовано 7 березня 2016 у Wayback Machine.]. Можливість зберігати діаграми на свій жорсткий диск, що не заводячи акаунт, також є.
2. Ви можете сісти за будь-який комп'ютер, що має доступ в інтернет, зайти на сайт www.gliffy.com, увійти в свій акаунт і працювати над своїми діаграмами. Тобто не потрібно піклуватися про зберігання своїх діаграм і їх перенесення з місця на місце.
3. Ви можете скористатися Gliffy API, щоб додавати на будь-який сайт діаграми з Gliffy простий вставкою спеціального js-коду або ж просто вставити посилання на картинку на сервері. При зміні діаграми, картинка (або об'єкт, у разі використання javascript) автоматично зміниться на сайті.
4. Ви можете працювати над діаграмою спільно зі своїми колегами за допомогою функції collaborate.
5. Ви можете відкрити діаграми для загального доступу, тільки для деяких людей або тільки для себе.
6. Ви можете встановити Gliffy до себе на сервер як плагін, тоді всі дані будуть зберігається на вашому сервері.

## Шаблони (види підтримуваних діаграм і схем)
При створенні нової діаграми Gliffy пропонує вибрати шаблон. Шаблон представляє з себе вже створену діаграму, не більше. Можна створювати і зберігати свої власні шаблони (фактично це майже теж саме, що відкрити свій файл).
Огляд шаблонів дозволяє швидко зрозуміти, які основні діаграми можна робити в цій програмі, тому вони вельми до речі. Ось їх список:
- Blank:[3] порожній документ
- Web site, software Ui Design [Архівовано 1 квітня 2015 у Wayback Machine.]:
- Contact form wireframe [Архівовано 7 квітня 2015 у Wayback Machine.]: форма зворотного зв'язку;
- Wireframe — Product Page [Архівовано 7 березня 2016 у Wayback Machine.]: сторінка продукту на сайті;
- Basic Sitemap і Gliffy Sitemap [Архівовано 7 березня 2016 у Wayback Machine.]: класична і модифікована карти сайту.
- Venn Diagrams [Архівовано 1 квітня 2015 у Wayback Machine.]: діаграми Ейлера-Вена. На такий діаграмі об'єкти представляються у вигляді кіл; таким чином одні об'єкти можуть повністю належати або належати іншим об'єктам, або перетинатися, причому перетину можуть утворювати інші об'єкти. Розміри кіл можуть візуально виступати як кількісний фактор («це більше того в стільки-то разів»);
- Org Charts [Архівовано 1 квітня 2015 у Wayback Machine.]: для проектування організаційної структури підприємства (кількісний і якісний склад підрозділів, а також схематичне відображення порядку їх взаємодії між собою); взагалі за допомогою таких діаграм зручно представляти та ієрархії об'єктів, дерева;
- SWOT analysis [Архівовано 29 березня 2015 у Wayback Machine.]: діаграми такого типу використовуються для оцінки факторів і явищ, що впливають на проект. Всі фактори поділяються на чотири категорії: strengths (сильні сторони), weaknesses (слабкі сторони), opportunities (можливості) і threats (загрози). Метод включає визначення мети проекту та виявлення внутрішніх і зовнішніх факторів, що сприяють її досягненню або ускладнюють його.
- Flowchart [Архівовано 1 квітня 2015 у Wayback Machine.]: класичні блок-схеми (в першу чергу використовуються для графічного представлення алгоритмів);
- Network Diagrams [Архівовано 4 квітня 2015 у Wayback Machine.]: для побудови діаграм, що описує топології мереж, а також для проектування полиць з обладнанням (network rack);

UML (класика):
- Class diagram;
- Sequence Diagram;
- Use Case Diagram;
- Package diagram;
- Deployment diagram;
- Entity relationship diagram;

Floor Plan [Архівовано 4 квітня 2015 у Wayback Machine.]: для проектування планів приміщень та інтер'єрів. Можна оперувати як ескізними чорно-білими елементами, так і кольоровими високо-деталізованими. Є велика бібліотека стандартних елементів (наприклад, можна працювати і з офісами і зі звичайними квартирами);
Business process [Архівовано 3 квітня 2015 у Wayback Machine.]: шаблон для діаграм будь-яких бізнес-процесів.

## Приклади діаграм, реалізованих за допомогою Gliffi

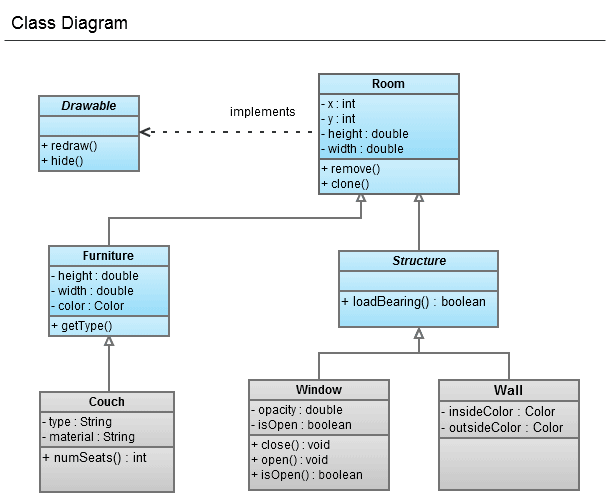
Діаграма класів
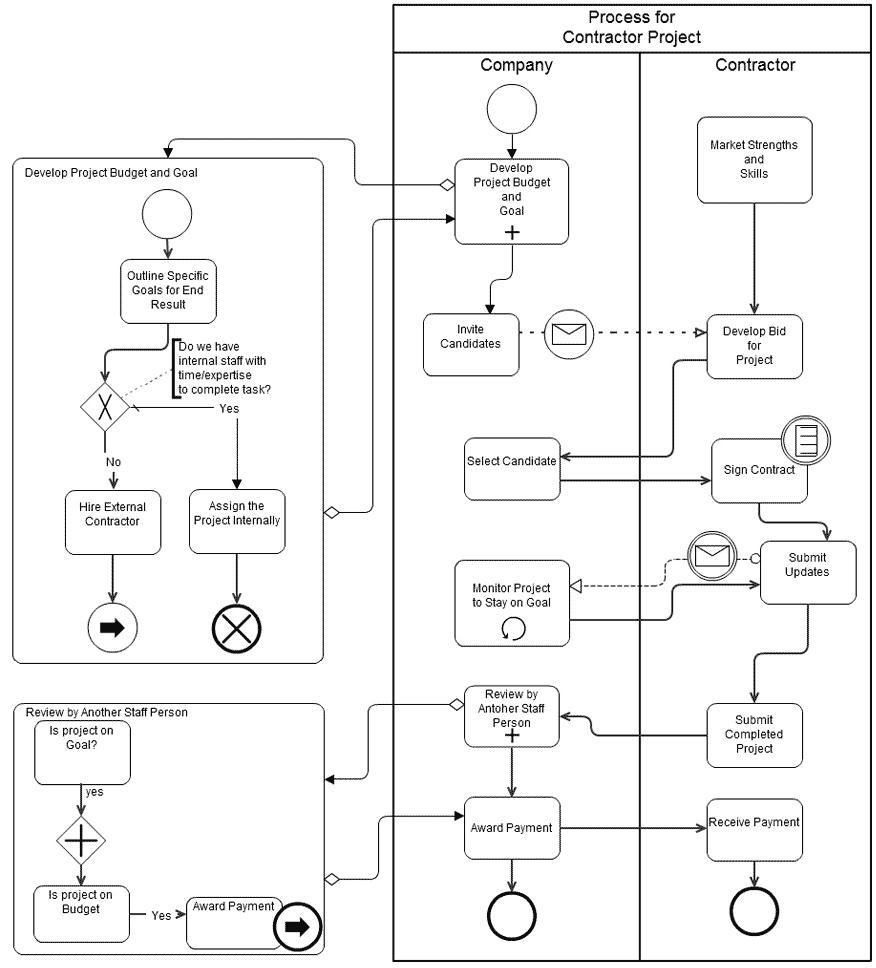
діаграма із складними зв'язками
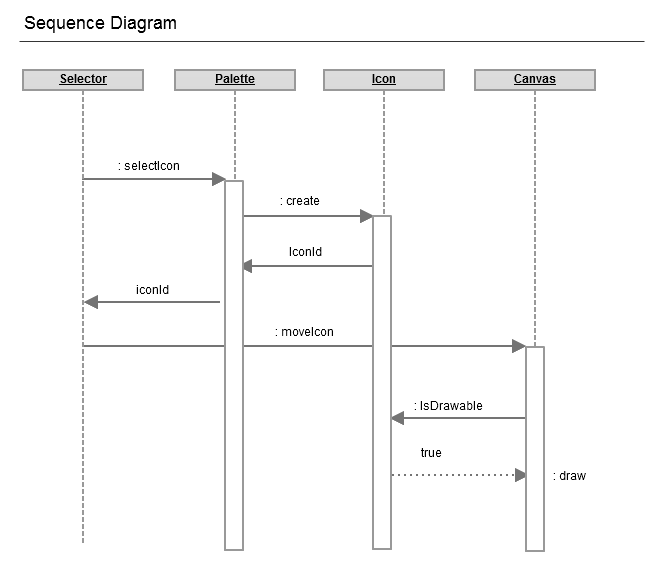
Діаграма послідовності

## Робота з елементами
1. масштабування і зміна горизонтальних і вертикальних розмірів елементів
2. швидка зміна порядку шарів
3. швидкий поворот елементів по колу на будь-який кут
4. додавання тексту всередину елемента або під ним
5. настройка стилю (колір заливки або градієнт, колір обведення і її товщина, відкидання тіні, колір тексту, його кегль, шрифт, стиль, вирівнювання по горизонталі)
6. пошук нових елементів діаграми через пошуковик yahoo не звертаючи вікна
7. використання своїх зображень як елементів діаграми
8. блокування позиції
9. угруповання елементів (вкладені угруповання не підтримуються)
10. текст, пов'язаний з елементів можна зробити гіперпосиланням (буде відкриватися в новому вікні)
11. переміщення елементів стрілками з клавіатури.

## Робота з елементами-коннекторами
1. прив'язка до елементів
2. кількість вигинів лінії визначається автоматично (вручну вплинути не можна) залежно від положення сусідніх елементів — максимум 3 вигину
3. місця вигинів можна зрушувати вручну
4. стрілки на початку і в кінці лінії можна вибирати
5. додається текст розташовується над лінією (перекриваючи її) і при цьому завжди в середині неї (рахуючи від початку до кінця з усіма вигинами)
6. стиль лінії налаштовується (товщина, накреслення, колір); і стиль тексту теж
7. текст, пов'язаний з коннектором можна зробити гіперпосиланням.

## Інтерфейс
1. відправлення діаграм на друк
2. експорт діаграм (SVG, Gliffy XML, jpg, png)
3. загальноприйняті комбінації клавіш працюють
4. відміна дій (5 дій), але відміна скасування відсутня
5. зберігається історія п'яти останніх версій документа, до яких завжди можна відкотитися
6. інструмент «рука»
7. zoom від 25 % до 400 %, будь-які цілі значення (також є fit to screen)
8. є навігатор, що містить зменшену версію діаграми, для зручного переміщення по ній і огляду (його можна відключити)
9. невикористовувані категорії елементів можна приховати
10. кілька діаграм відкриваються в різних вкладках
11. відображення сітки і відображення рамок сторінки налаштовується
12. колір фону сторінки налаштовується